# 劳拉·费尔伯
劳拉·费尔伯（德語：Laura Felber；2001年8月17日—），瑞士女子足球运动员，司职后卫，目前效力于塞尔维特足球俱乐部和瑞士国家女子足球队。她曾代表瑞士参加2023年国际足联女子世界杯。